# Álvaro Coque
Álvaro Coque Pérez (Salamanca, España, 3 de abril de 1991) es un futbolista español. Actualmente juega en el Zamora CF, de la Segunda División B de España como defensa-lateral izquierdo.

## Trayectoria
Se formó en las categorías inferiores de la UD Salamanca.
Ha pasado por clubes como el Barakaldo CF y el CF Salmantino.
El 16 de julio de 2018, llega libre al Zamora Club de Fútbol firmando por 1 temporada.

## Clubes
| Club          | País   | Año       |
| ------------- | ------ | --------- |
| UD Salamanca  | España | 2011-2013 |
| Barakaldo CF  | España | 2013-2014 |
| Zamora CF     | España | 2014-2016 |
| CF Salmantino | España | 2016-2018 |
| Zamora CF     | España | 2018-Act. |